# Stänzler
Die Stänzler waren Berufssoldaten in Basel von 1804 bis 1856.

## Geschichte
Die Stadt Basel hatte sich bis zum späten Mittelalter für die Verteidigung ihrer Stadt auf die Basler Zünfte verlassen. Dieses Milizsystem behielt sie auch im 17. und 18. Jahrhundert bei. Die Schweizer Städte hatten zwar 1653 den Bauernkrieg gewonnen, aber sie wagten es nicht mehr, auf dem Land direkte Steuern einzutreiben. Daher fehlte ihnen das Geld, um eine Berufsarmee aufzubauen. Basel hatte zwar bereits im 17. Jahrhundert eine kleine Stadtgarnison im Dienst, welche aber nur die Stadttore und -mauern bewachte. 1799 wurde die Garnison aufgelöst, da die Franzosen, welche die Stadt im Vorjahr besetzt hatten, diese Aufgaben übernahmen.
1804 zogen die Franzosen wieder ab, und die Stadt baute eine eigene Standeskompanie mit fünf Offizieren, zweiundfünfzig Unteroffizieren und 148 Soldaten auf. Diese wurde abgekürzt Stänzler genannt. Sie war für die öffentliche Sicherheit verantwortlich, bewachte die Stadttore, schützte die Brücken und öffentlichen Gebäude und war als Feuerwehr tätig. Sie waren in der ehemaligen Kirche des Steinenklosters unter miserablen Bedingungen untergebracht. Zwei Soldaten mussten jeweils in einem Bett schlafen. Ihre Behandlung war schlecht und wenn sie bestraft wurden, wurden sie in der Öffentlichkeit geschlagen. Bei der Kantonsteilung wurde ein Soldat sogar vom Kommandanten Johannes Burckhardt erschossen, da er den Befehl verweigert hatte.
Im Baselbieter Unabhängigkeitskrieg 1833 mussten die Stänzler mit 340 Mann die Hauptlast der Kämpfe übernehmen. Sie verschuldeten auch den Brand der Gemeinde Pratteln. Bei der Schlacht an der Hülftenschanze wurde der Kommandant Johannes Burckhardt verwundet und die Stänzler zogen sich zurück. Die Milizen waren gar nicht so weit vorgerückt. Diese zogen sich zurück, sobald auf sie geschossen wurde. Die meisten Basler starben auf dem Rückweg durch den Hard Wald. Rund zehn Prozent der Stänzler starben bei dieser Schlacht.
Die Schweizerische Eidgenossenschaft befahl darauf der Stadt Basel, die Standeskompanie aufzulösen. Johannes Burckhardt stellte alsbald ein neues Korps zusammen. Die neue Standestruppe mit einem Bestand von 201 Mann. Diese war wieder im Steinenkloster einquartiert. Zwar sparte die Stadt damit das Geld für die Polizei, doch wurden Stimmen laut, dass ein solch Stehendes Heer zu teuer sei. Es wurde diskutiert, dieses wieder aufzulösen. In der Folge desertierten immer mehr Soldaten in den 1840er- und 1850er-Jahren, da sie im Ausland besser verdienten. Am 14. Juni 1856 wurde diese Truppe als letzte stehende Truppe in der Schweiz aufgelöst.

## Verhältnis zur Bevölkerung
Berufssoldaten waren in Basel traditionell unbeliebt. Die Basler Bürger waren selbst in der Miliz tätig und verachteten daher die Stänzler, die häufig im Ausland gedient hatten und danach in die Schweiz zurückgekehrt waren.

## Die Stänzler heute

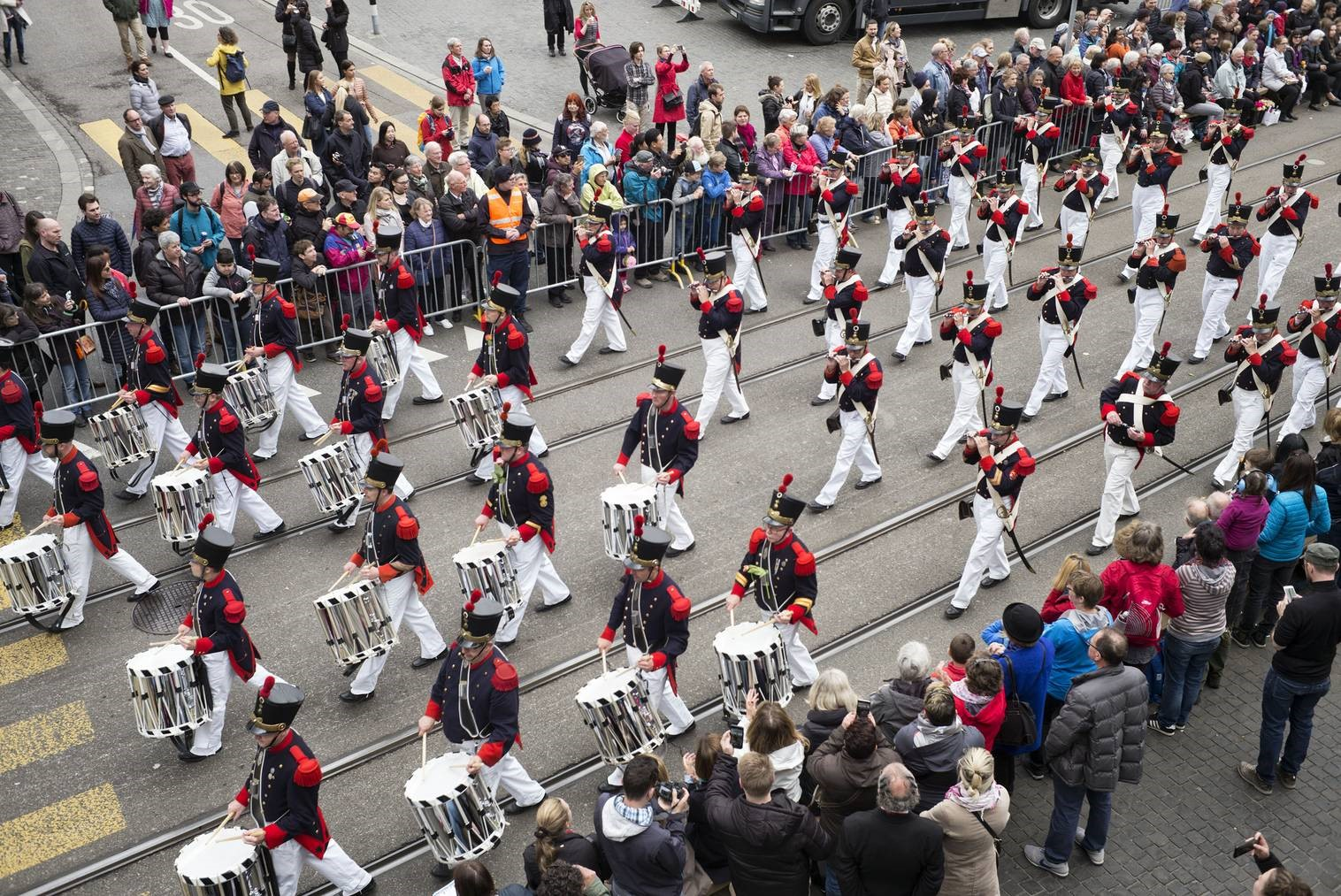
Die Basler Mittwoch-Gesellschaft mit den Stänzlern am Sechseläuten in Zürich 2018

Die Tradition der Stänzler wurde 1922 von der Basler Mittwoch-Gesellschaft 1907 wiederbelebt und weitergeführt. Sie übernahm die Uniformen der ehemaligen Basler Standeskompanie aus dem 18. und 19. Jahrhundert, mit denen sie seither an nationale und internationale Veranstaltungen eingeladen wird und die Stadt Basel vertritt. Höhepunkte ihrer Auftritte bildeten die Teilnahme an der Landesausstellung 1939, der EXPO 1964, dem Carnaval d’Eté in St-Ouen Paris 1969, am Münchner Oktoberfest 1994, 2003, 2010 und 2015, am Cannstatter Wasen in Stuttgart in den Jahren 2006, 2012 und 2017, an der Steubenparade in New York 2014 oder am Zürcher Sechseläuten 2018. Weitere Auftritte gab es in Basel, so etwa bei der Eröffnung der Grün 80, an offiziellen Anlässen der Basler Regierung, als Basler Delegation an verschiedenen Schützenfesten sowie an der 450-Jahr- und an der 500-Jahr-Feier des Eintritts Basels in die Eidgenossenschaft 1951 und 2001.